# Beierolpium soudanense
Espèce
Synonymes
- Horus soudanensis Vachon, 1940
- Xenolpium soudanense franzi Beier, 1965

Beierolpium soudanense est une espèce de pseudoscorpions de la famille des Olpiidae.

## Distribution
Cette espèce se rencontre au Mali et au Tchad.

## Liste des sous-espèces
Selon Pseudoscorpions of the World (version 3.0) :
- Beierolpium soudanense franzi (Beier, 1965) du Tchad
- Beierolpium soudanense soudanense (Vachon, 1940) du Mali

## Systématique et taxinomie
Cette espèce a été décrite sous le protonyme Horus soudanensis par Vachon en 1940. Elle est placée dans le genre Xenolpium par Beier en 1965 puis dans le genre Beierolpium par Heurtault en 1977.

## Étymologie
Son nom d'espèce, composé de soudan et du suffixe latin -ensis, « qui vit dans, qui habite », lui a été donné en référence au lieu de sa découverte, le Soudan français.

## Publications originales
- Vachon, 1940 : Voyage en A.O.F. de L. Berland et J. Millot. IV. Pseudoscorpions. Deuxième note. Bulletin de la Société Zoologique de France, vol. 65, p. 62-72.
- Beier, 1965 : Pseudoskorpione aus dem Tschad-Gebiet. Annalen des Naturhistorischen Museums in Wien, vol. 68, p. 365-374 (texte intégral).